# 2010년 영국 노동당 대표 선거
2010년 영국 노동당 대표 선거 (2010 Labour Party leadership election)은 2010년 8월 16일부터 9월 25일까지 치러진 노동당 대표 선출 선거이다. 2010년 영국 총선의 결과가 1974년 이후 36년 만에 과반을 달성한 정당이 없는 헝 의회로 드러나자, 5월 10일 고든 브라운 대표가 노동당 대표직을 사퇴하고 이튿날 보수당과 자유민주당이 연립내각을 구성함에 따라 총리직도 사퇴하면서 치러지게 되었다.
노동당 전국집행위원회는 당대표 선거 일정을 확정하고 투표를 진행, 그 결과를 연례 당대회에서 발표하기로 하였다. 2010년 9월 25일 열린 당대회에서 에드 밀리밴드가 노동당 신임 대표로 선출되었다.

## 절차
2010년 노동당 당규에 따르면 "당대표 후보로 나서기 위해서는 의회노동당 소속 서민원 의원 중 12.5%의 지지를 받아야 한다"고 되어 있다. 의회노동당은 영국 상하원의 노동당 국회의원으로 구성된 의원단체다. 2010년 총선 결과 노동당은 총 258명의 의원이 당선되었으나, 에릭 일슬리 의원은 의회노동당 의원자격정지 처분을 받고 있었기 때문에 실제로 선거에 참여할 수 있는 의원은 257인이었다. 따라서 당대표 후보로 나서기 위해서는 최소 33명의 의원으로부터 추천받아야 했다.
후보추천 기간은 5월 24일부터 5월 27일까지였으나, 존 맥도넬, 디앤 애보트, 에드 밀리밴드 의원이 후보등록 요건인 의원 33인의 추천을 받기에 촉박하다고 문제를 제기하면서 따라 6월 9일까지 연장되었다. 투표는 9월 1일부터 9월 22일까지 실시되며, 투표 결과는 9월 25일 영국 맨체스터에서 열리는 당대회 첫날 공개된다. 투표 선거인단은 총 세 부류로 나뉘며, 선거인단 내에서는 1인 1표 원칙이 적용된다.
1. 영국 서민원과 유럽 의회의 노동당 의원
2. 노동당 당원
3. 노동당 제휴단체 회원 (노동조합, 사회주의단체 등)

각 선거인단의 표 비중을 1:1:1로 적용하여, 한 선거인단의 표를 전체 득표율의 33.33%로 간주하여 합산한다. 이 과정에서 즉석결선투표제가 적용된다. 당대표 선거 절차는 노동당 전국집행위원회가 주관한다.

### 노동조합의 선거 개입 논란
노동당 당규에 따르면 노동조합은 조합원들에게 투표 참가를 유도할 수는 있지만, 투표용지가 들어있는 봉투에 해당 권고가 담긴 홍보물을 담는 행위는 금지되어 있다. 하지만 이번 선거에서 GMB와 유나이트더유니언이 투표 참여 촉구를 넘어서, 해당 노조가 지지를 표명한 에드 밀리밴드 후보의 홍보물을 투표용지 봉투와 함께 전달하여 논란이 되었다. 홍보물이 투표용지 봉투 속에 담긴 채로 전달되지는 않았으나, 관련 당규의 취지를 위반했다는 비판을 받았다.

## 후보
2010년 5월 10일 내각 회의에서 차기정부 구성을 위한 공식 협상이 마무리될 때까지 당대표 출마 선언은 하지 않는 것으로 합의되었다. 다음 날인 5월 11일 보수당과 자유민주당의 연립내각 구성이 타결되고, 5월 12일 데이비드 밀리밴드는 처음으로 당대표 선거 출마를 선언하였다. 이후 5월 20일까지 다음 여섯 후보가 출마 의사를 밝혔다.
- 데이비드 밀리밴드 - 5월 12일 출마 선언[14]
- 에드 밀리밴드 - 5월 14일 출마 선언[15]
- 존 맥도넬 - 5월 18일 출마 선언,[16] 6월 9일 후보 사퇴[17]
- 에드 볼스 - 5월 19일 출마 선언[18]
- 디앤 애보트 - 5월 20일 출마 선언[19]
- 앤디 번햄 - 5월 20일 출마 선언[20]

존 맥도넬은 6월 9일 디앤 애보트 의원의 입후보를 지지하며 후보직에서 사퇴하였다. 디앤 애보트 후보는 후보마감 막판에 가까쓰로 경선에 나서게 되었다.

## 결과

### 전체 결과
| 후보 | 후보              | 의원 투표 (33.3%) | 의원 투표 (33.3%) | 당원 투표 (33.3%) | 당원 투표 (33.3%) | 제휴단체 투표 (33.3%) | 제휴단체 투표 (33.3%) | 합계   |
| 후보 | 후보              | 득표수            | 득표율            | 득표수            | 득표율            | 득표수                | 득표율                | 득표율 |
| ---- | ----------------- | ----------------- | ----------------- | ----------------- | ----------------- | --------------------- | --------------------- | ------ |
|      | 데이비드 밀리밴드 | 111               | 41.7%             | 55,905            | 44.1%             | 58,189                | 27.5%                 | 37.8%  |
|      | 에드 밀리밴드     | 84                | 31.6%             | 37,980            | 29.9%             | 87,585                | 41.5%                 | 34.3%  |
|      | 에드 볼스         | 40                | 15.0%             | 12,831            | 10.1%             | 21,618                | 10.2%                 | 11.8%  |
|      | 앤디 번햄         | 24                | 9.0%              | 10,844            | 8.5%              | 17,904                | 8.5%                  | 8.7%   |
|      | 디맨 애보트       | 7                 | 2.6%              | 9,314             | 7.3%              | 25,938                | 12.3%                 | 7.4%   |

1차투표 결과 볼스 후보, 번햄 후보, 애보트 후보의 종합득표율 (27.89%)이 에드 밀리밴드 후보의 득표율 (34.33%)보다 낮았다. 따라서 1차 투표부터 볼스, 번햄, 애보트 후보의 탈락이 확정되었다.
| 후보 | 후보              | 의원 투표 (33.3%) | 의원 투표 (33.3%) | 당원 투표 (33.3%) | 당원 투표 (33.3%) | 제휴단체 투표 (33.3%) | 제휴단체 투표 (33.3%) | 합계   |
| 후보 | 후보              | 득표수            | 득표율            | 득표수            | 득표율            | 득표수                | 득표율                | 득표율 |
| ---- | ----------------- | ----------------- | ----------------- | ----------------- | ----------------- | --------------------- | --------------------- | ------ |
|      | 데이비드 밀리밴드 | 111               | 42.0%             | 57,128            | 45.2%             | 61,336                | 29.4%                 | 38.9%  |
|      | 에드 밀리밴드     | 88                | 33.3%             | 42,176            | 33.4%             | 95,335                | 45.7%                 | 37.5%  |
|      | 에드 볼스         | 41                | 15.5%             | 14,510            | 11.5%             | 26,441                | 12.7%                 | 13.2%  |
|      | 앤디 번햄         | 24                | 9.1%              | 12,498            | 9.9%              | 25,528                | 12.2%                 | 10.4%  |

| 후보 | 후보              | 의원 투표 (33.3%) | 의원 투표 (33.3%) | 당원 투표 (33.3%) | 당원 투표 (33.3%) | 제휴단체 투표 (33.3%) | 제휴단체 투표 (33.3%) | 합계   |
| 후보 | 후보              | 득표수            | 득표율            | 득표수            | 득표율            | 득표수                | 득표율                | 득표율 |
| ---- | ----------------- | ----------------- | ----------------- | ----------------- | ----------------- | --------------------- | --------------------- | ------ |
|      | 데이비드 밀리밴드 | 125               | 47.3%             | 60,375            | 48.2%             | 66,889                | 32.6%                 | 42.7%  |
|      | 에드 밀리밴드     | 96                | 36.4%             | 46,697            | 37.3%             | 102,882               | 50.1%                 | 41.3%  |
|      | 에드 볼스         | 43                | 16.3%             | 18,114            | 14.5%             | 35,512                | 17.3%                 | 16.0%  |

| 후보 | 후보              | 의원 투표 (33.3%) | 의원 투표 (33.3%) | 당원 투표 (33.3%) | 당원 투표 (33.3%) | 제휴단체 투표 (33.3%) | 제휴단체 투표 (33.3%) | 합계   |
| 후보 | 후보              | 득표수            | 득표율            | 득표수            | 득표율            | 득표수                | 득표율                | 득표율 |
| ---- | ----------------- | ----------------- | ----------------- | ----------------- | ----------------- | --------------------- | --------------------- | ------ |
|      | 에드 밀리밴드     | 122               | 46.6%             | 55,992            | 45.6%             | 119,405               | 59.8%                 | 50.7%  |
|      | 데이비드 밀리밴드 | 140               | 53.4%             | 66,814            | 54.4%             | 80,266                | 40.2%                 | 49.3%  |

전체 선거인단 177,558인 중에서 127,330인이 참여하였으며 투표율은 71.7%로 나타났다. 제휴단체 선거인단의 투표율은 9.0%, 의원 선거인단의 투표율은 98.5%로 집계됐다.

## 같이 보기
- 2007년 영국 노동당 대표 선거